# Sozialgericht Dessau-Roßlau

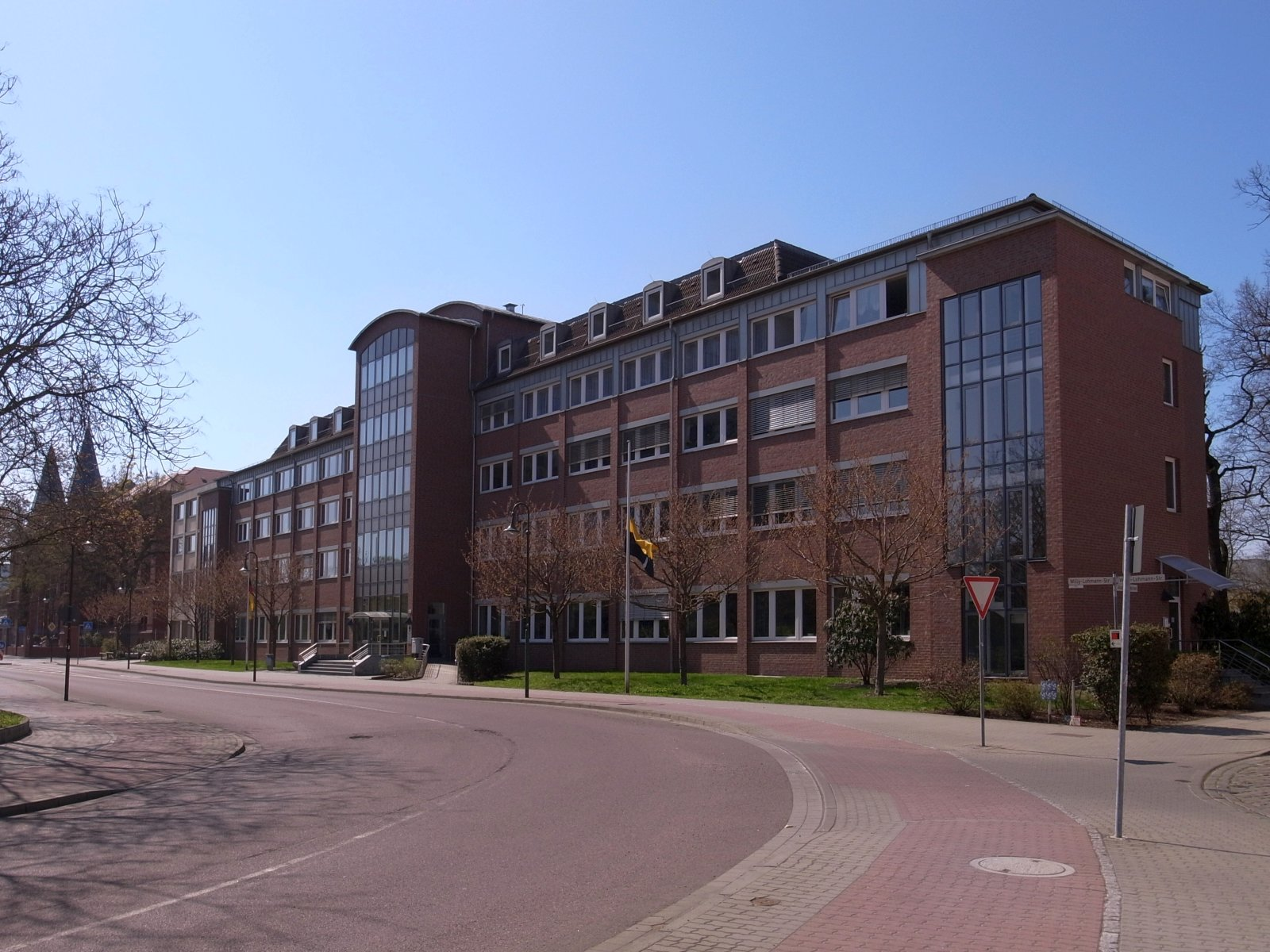
Justizzentrum Anhalt

Das Sozialgericht Dessau-Roßlau ist ein Gericht der Sozialgerichtsbarkeit des Landes Sachsen-Anhalt. Direktorin des Gerichts ist Sandra Herzog.

## Gerichtssitz und -bezirk
Das Sozialgericht (SG) hat seinen Sitz in Dessau. Das Sozialgericht ist für sozialrechtliche Streitigkeiten aus der kreisfreien Stadt Dessau-Roßlau sowie den Landkreisen Anhalt-Bitterfeld und Wittenberg örtlich zuständig. Es ist eines von derzeit (2012) drei Sozialgerichten im Bezirk des Landessozialgerichts Sachsen-Anhalt.

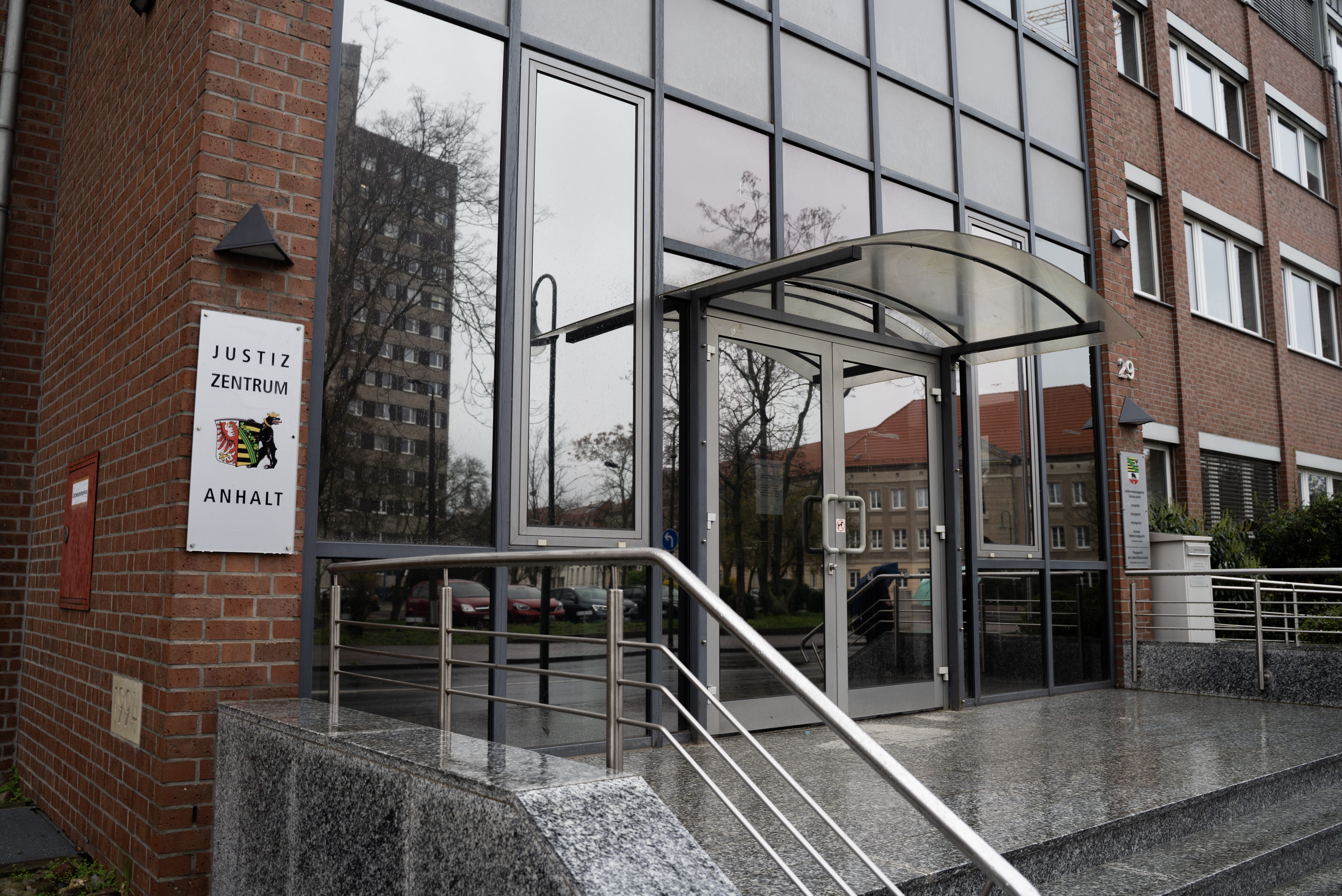
Eingang beim Justizzentrum Anhalt, wo sich unter anderem das Sozialgericht befindet

## Lage
Das Gericht befindet sich im Justizzentrum Anhalt südlich vom Hauptbahnhof in der Willy-Lohmann-Straße 29 in 06844 Dessau-Roßlau.

## Organisation
Bei dem Sozialgericht bestehen seit März 2020 insgesamt 33 Kammern, die mit 14 Berufsrichtern besetzt sind. Der Frauenanteil beträgt mit 10 Richterinnen 71,4 %.

## Übergeordnete Gerichte
Dem Sozialgericht Dessau-Roßlau sind das Landessozialgericht Sachsen-Anhalt in Halle und das Bundessozialgericht in Kassel übergeordnet.